# Athylia fuscovittata
Athylia fuscovittata là một loài bọ cánh cứng trong họ Cerambycidae.